# Стежерей
Стежерей (рум. Stejerei) — село у повіті Горж в Румунії. Входить до складу комуни Килнік.
Село розташоване на відстані 242 км на захід від Бухареста, 17 км на південний захід від Тиргу-Жіу, 87 км на північний захід від Крайови.

## Населення
За даними перепису населення 2002 року у селі проживали 83 особи, усі — румуни. Усі жителі села рідною мовою назвали румунську.